# Pseudozonitis martini
Pseudozonitis martini is een keversoort uit de familie van oliekevers (Meloidae). De wetenschappelijke naam van de soort is voor het eerst geldig gepubliceerd in 1907 door Fall.